# Leo Van der Elst
Leo Van der Elst (Opwijk, Brabante Flamenco, 7 de enero de 1962) es un futbolista belga retirado que jugaba en la demarcación de mediocentro defensivo.
Jugó un total de 406 partidos en la Primera División de Bélgica marcando un total de 67 goles en 15 temporadas en los equipos Royal Antwerp Football Club, Club Brujas y el Genk. También jugó en el equipo francés Football Club de Metz y el belga Sporting Charleroi para acabar retirándose en el también belga SC Eendracht Aalst.
Su hermano François Van der Elst también fue futbolista profesional y ambos jugaron en la selección de fútbol belga.